# Henneth Annûn
En el universo imaginario creado por J. R. R. Tolkien y en la novela El Señor de los Anillos, Henneth Annûn (en sindarin ‘ventana del oeste’) es una caverna que, durante la Tercera Edad del Sol, los hombres de Gondor usaban como refugio durante sus incursiones bélicas por la región de Ithilien.

## Descripción
Henneth Annûn se ubicaba al sur de Cair Andros y estaba oculta por las aguas de un río, que había sido desviado y que caía en una cascada, de lo alto del refugio a un lago formado por sus aguas.
La gruta solo tenía dos entradas, una por delante, el oeste, a la que se llegaba atravesando la cascada y la otra por lo que se llamaba la «cortina de la ventana», también al oeste; esta era una delgada cortina de agua que tapaba una tosca puerta tallada en la piedra. Era una gran gruta con techo abovedado y paredes lisas.    

### El «río de la ventana del sol poniente»
Si bien este «río de la ventana del sol poniente» no figura como tal en los mapas y en los textos de Tolkien, es referido así al que constituye las cascadas que cubren Henneth Annûn. Nace en las Ephel Dúath, a poca distancia de una de las Torres de los Dientes, y su cauce toma dirección suroeste hasta desembocar en el Anduin muy cerca de la isla de Cair Andros.
Apenas cruza el camino del Harad y el todavía arroyo, se encuentra embalsado por una antigua represa construida por los hombres de Gondor formando una laguna «de aguas transparentes en una cuenca poco profunda».
El río continua su cauce, ya más rápido y caudaloso, hacia el suroeste y a unas diez millas de ese lugar los hombres de Gondor lo desviaron para hacerlo pasar por encima de la gruta que constituye la «ventana del sol poniente» de Henneth Annûn, cayendo en una hermosa cascada.

### El «estanque vedado»

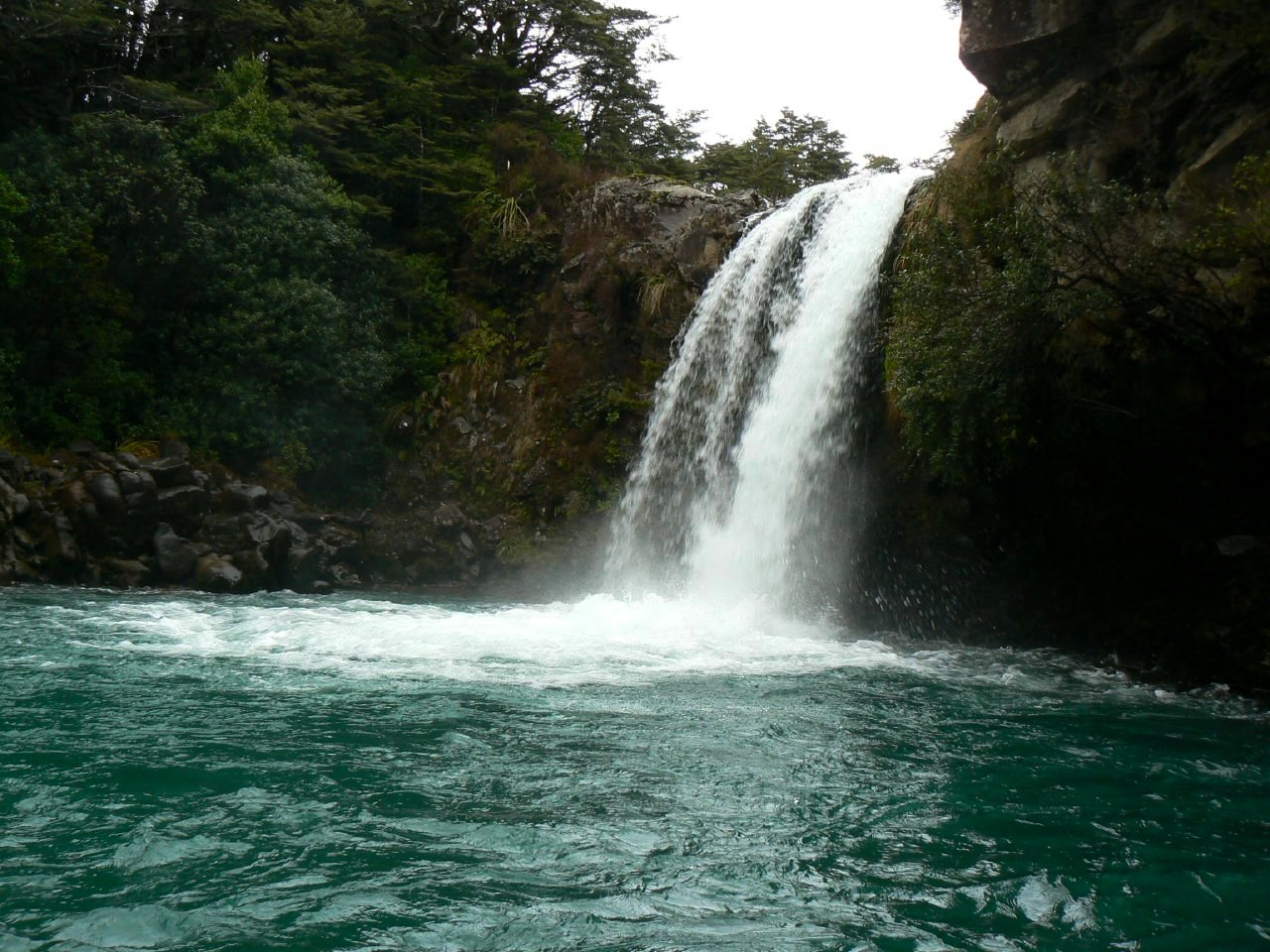
Localización del «estanque vedado» para las películas de la trilogía de El Señor de los Anillos.

El «estanque vedado» es el que forma el río anterior al precipitarse en cascada desde Henneth Annûn. Esa laguna estaba vigilada constantemente por la guardia de Gondor, que no permitía el ingreso a ella de nadie.

## Historia ficticia
La gruta fue construida por el senescal Túrin II de Gondor en el año 2901 T. E., y durante esa edad se convirtió en el principal refugio de los hombres de Gondor durante sus incursiones bélicas por la región de Ithilien, además de ser depósito de armas y vituallas para la guerra de guerrillas encarada contra Sauron y punto de vigilancia de Mordor.
En la Guerra del Anillo, Faramir llevó a Frodo Bolsón y Samsagaz Gamyi como prisioneros a este lugar, hasta que comprobó que no eran emisarios del enemigo. También Gollum llegó a este lugar, tras ser capturado en el adyacente «estanque vedado». El día antes, en las cercanías de Henneth Annûn, junto a la laguna tranquila que forma el «río de la ventana del sol poniente», Frodo, Sam y Gollum descansaron y comieron guiso de conejo.